# Franz Kline
Franz Kline (Wilkes-Barre, Pensilvânia, 23 de maio de 1910 — Nova Iorque, 13 de maio de 1962), foi um pintor americano do movimento artístico designado por expressionismo abstrato, que se centrava geograficamente em Nova Iorque e temporariamente nos anos 1940 e 1950.

## Carreira
Tal como Jackson Pollock e outros pintores abstratos, Franz Kline utilizava um tipo de pintura abstracta designada pintura gestual (action painting). Este tipo de pintura apresenta um estilo intenso e simples, através do uso de traços fortes e figuras abstractas. A maior parte do trabalho de Kline era "praticada espontaneamente". Desenhava muitos esboços dos seus trabalhos, nomeadamente em páginas de listas telefónicas, antes de elaborar o seu trabalho plástico.

## Cores preta e branca

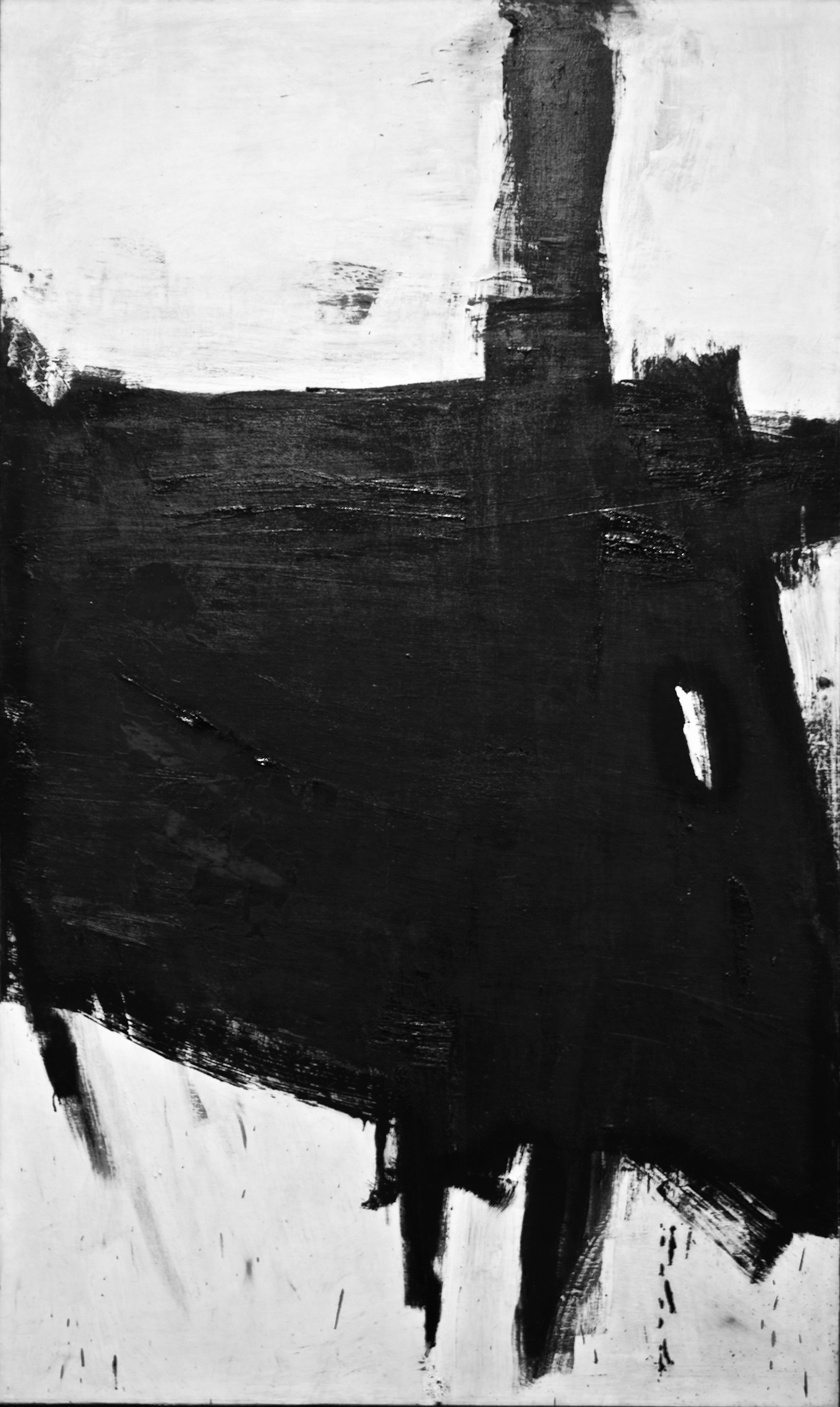
Sabra (1966)

Os melhores e mais conhecidos trabalhos expressionistas de Kline foram feitos com as cores branca e preta puras, ainda que por vezes introduzisse diversas tonalidades de ambas as cores. Só voltou a utilizar cor nas suas pinturas a partir de 1955. Usou cor em muitos das suas mais importantes obras, mais consistentemente, após 1959.
Parece haver referências à caligrafia chinesa nas suas composições em branco e preto, apesar de que o artista sempre tenha negado dita relação. Pontes, túneis, edifícios e outras estruturas arquitectónicas e industriais foram usualmente mencionados como fontes da inspiração de Kline.
O estilo/método mais reconhecido do artista deriva de uma sugestão feita pelo seu amigo Willem De Kooning. Em 1948, Kooning sugeriu a Kline que experimentasse utilizar um projector Bell Opticon para obter imagens sobre uma parede lisa. Kline criou pinturas no estilo que ele tinha visto naquele dia, durante o resto da sua vida. EM 1950, Kline exibiu muitos dos trabalhos nesse estilo na Charles Egan Gallery.
Nos últimos anos de sua vida, Kline começou a atuar com cor. O resultado, segundo estudiosos da sua obra, não foram bons porque o uso da cor nesses trabalhos era puramente cosmético, e não essencial à expressão. 

## Exposições
Kline teve sua exposição inovadora na Charles Egan Gallery em 1950 e participou da 9ª Exposição de Arte de Rua no ano seguinte. Em 1958 foi incluído na grande exposição do Museu de Arte Moderna, "The New American Painting", que percorreu oito cidades europeias. Na década anterior à sua morte, seu trabalho foi incluído em várias exposições internacionais, incluindo a Bienal de Veneza (1956, 1960); Documenta, Kassel, Alemanha Ocidental (1959); Bienal de São Paulo (1957); e Whitney Annuals and Biennials(1952,1953,1955,1961). A Galeria de Arte Moderna de Washington, Washington, DC, organizou uma exposição memorial (1962). Grandes exposições monográficas também foram realizadas no Whitney Museum of American Art, Nova York (1968); Coleção Phillips, Washington, DC (1979); Museu de Arte de Cincinnati, viajando para o Museu de Arte Moderna de São Francisco e a Academia de Belas Artes da Pensilvânia (1985); Menil Collection, Houston (1994); Fundació Antoni Tàpies, Barcelona (1994); e Castello di Rivoli, Museo d'arte contemporanea, Itália (2004). 